# 東洋日の出新聞
東洋日の出新聞（とうようひのでしんぶん）は、1902年（明治35年）1月に鈴木天眼によって長崎で創刊された新聞。もっぱら東亜問題を論じた。

## 概要
長崎という貿易港の立地を生かし、インド・南洋・南北支那・朝鮮等で活躍する多くの大陸浪人が集い、創業時には鈴木の下に田中侍郎、星健之助、西郷四郎、福島熊次郎、丹羽翰山、安永東之助、宇都宮小次郎等の同人等が助勢した。その後、大串喜好、山口亨、渡邊七郎、鈴木聞一、植松久平、酒井泉、濱田盛之助等が入社した。
日露戦争時には満州義軍に加わり、馬賊の楊二虎と角力して之を手玉に取り大いに畏敬を受けた。鈴木の死後は金子克己が主幹となり、支那事情に精通した。
1934年（昭和9年）に廃刊した。